# Gran Premio motociclistico della Repubblica Ceca 2018
Il Gran Premio motociclistico della Repubblica Ceca 2018 è stata la decima prova del motomondiale del 2018, ventiseiesima edizione nella storia di questo specifico GP.
Disputato il 5 agosto, nelle tre classi si sono registrate le vittorie di: Andrea Dovizioso in MotoGP, Miguel Oliveira in Moto2 e Fabio Di Giannantonio in Moto3.

## MotoGP
Partito dalla pole position, Andrea Dovizioso ottiene anche la vittoria, precedendo sul traguardo il compagno di squadra in Ducati Jorge Lorenzo e Marc Márquez. Quest'ultimo resta sempre saldamente in testa alla classifica provvisoria, aumentando ulteriormente il distacco su Valentino Rossi giunto quarto all'arrivo; con questa vittoria Dovizioso guadagna anche la terza posizione in classifica generale.

### Arrivati al traguardo
| Pos. | Nº | Pilota            | Squadra                     | Motocicletta | Tempo     | Griglia | Punti |
| ---- | -- | ----------------- | --------------------------- | ------------ | --------- | ------- | ----- |
| 1º   | 4  | Andrea Dovizioso  | Ducati Team                 | Ducati       | 41'07.728 | 1º      | 25    |
| 2º   | 99 | Jorge Lorenzo     | Ducati Team                 | Ducati       | +0,178    | 4º      | 20    |
| 3º   | 93 | Marc Márquez      | Repsol Honda                | Honda        | +0,368    | 3º      | 16    |
| 4º   | 46 | Valentino Rossi   | Movistar Yamaha             | Yamaha       | +2,902    | 2º      | 13    |
| 5º   | 35 | Cal Crutchlow     | LCR Honda Castrol           | Honda        | +2,958    | 5º      | 11    |
| 6º   | 9  | Danilo Petrucci   | Alma Pramac Racing          | Ducati       | +3,768    | 6º      | 10    |
| 7º   | 5  | Johann Zarco      | Monster Yamaha Tech 3       | Yamaha       | +6,159    | 7º      | 9     |
| 8º   | 26 | Dani Pedrosa      | Repsol Honda                | Honda        | +7,479    | 10º     | 8     |
| 9º   | 19 | Álvaro Bautista   | Ángel Nieto Team            | Ducati       | +7,575    | 14º     | 7     |
| 10º  | 29 | Andrea Iannone    | Suzuki Ecstar               | Suzuki       | +8,326    | 8º      | 6     |
| 11º  | 42 | Álex Rins         | Suzuki Ecstar               | Suzuki       | +8,653    | 9º      | 5     |
| 12º  | 43 | Jack Miller       | Alma Pramac Racing          | Ducati       | +16,549   | 17º     | 4     |
| 13º  | 21 | Franco Morbidelli | EG 0,0 Marc VDS             | Honda        | +19,603   | 13º     | 3     |
| 14º  | 55 | Hafizh Syahrin    | Monster Yamaha Tech 3       | Yamaha       | +21,381   | 16º     | 2     |
| 15º  | 41 | Aleix Espargaró   | Aprilia Racing Team Gresini | Aprilia      | +23,159   | 24º     | 1     |
| 16º  | 12 | Thomas Lüthi      | EG 0,0 Marc VDS             | Honda        | +27,673   | 22º     |       |
| 17º  | 30 | Takaaki Nakagami  | LCR Honda Idemitsu          | Honda        | +28,311   | 20º     |       |
| 18º  | 17 | Karel Abraham     | Ángel Nieto Team            | Ducati       | +41,172   | 23º     |       |
| 19º  | 50 | Sylvain Guintoli  | Suzuki Ecstar               | Suzuki       | +42,411   | 21º     |       |
| 20º  | 10 | Xavier Siméon     | Reale Avintia Raing         | Ducati       | +50,941   | 26º     |       |

### Ritirati
| Nº | Pilota           | Squadra                     | Motocicletta | Giri | Griglia |
| -- | ---------------- | --------------------------- | ------------ | ---- | ------- |
| 53 | Esteve Rabat     | Reale Avintia Raing         | Ducati       | 8    | 11º     |
| 45 | Scott Redding    | Aprilia Racing Team Gresini | Aprilia      | 5    | 25º     |
| 38 | Bradley Smith    | Red Bull KTM Factory Racing | KTM          | 0    | 15º     |
| 25 | Maverick Viñales | Movistar Yamaha             | Yamaha       | 0    | 12º     |
| 6  | Stefan Bradl     | HRC Honda Team              | Honda        | 0    | 18º     |

## Moto2
L'italiano Luca Marini ha ottenuto la sua prima pole position nel motomondiale, giungendo poi al secondo posto della gara, preceduto dal portoghese Miguel Oliveira e seguito da Francesco Bagnaia. La classifica parziale di campionato è ora capeggiata da Oliveira davanti a Bagnaia.

### Arrivati al traguardo
| Pos. | Nº | Pilota              | Squadra                    | Motocicletta | Tempo     | Griglia | Punti |
| ---- | -- | ------------------- | -------------------------- | ------------ | --------- | ------- | ----- |
| 1º   | 44 | Miguel Oliveira     | Red Bull KTM Ajo           | KTM          | 39'22.324 | 4º      | 25    |
| 2º   | 10 | Luca Marini         | SKY Racing Team VR46       | Kalex        | +0,07     | 1º      | 20    |
| 3º   | 42 | Francesco Bagnaia   | SKY Racing Team VR46       | Kalex        | +0,525    | 6º      | 16    |
| 4º   | 7  | Lorenzo Baldassarri | Pons HP40                  | Kalex        | +0,745    | 10º     | 13    |
| 5º   | 97 | Xavi Vierge         | Dynavolt Intact GP         | Kalex        | +3,362    | 8º      | 11    |
| 6º   | 41 | Brad Binder         | Red Bull KTM Ajo           | KTM          | +3,643    | 7º      | 10    |
| 7º   | 23 | Marcel Schrötter    | Dynavolt Intact GP         | Kalex        | +3,694    | 5º      | 9     |
| 8º   | 9  | Jorge Navarro       | Federal Oil Gresini        | Kalex        | +3,728    | 11º     | 8     |
| 9º   | 22 | Sam Lowes           | Swiss Innovative Investors | KTM          | +4,038    | 22º     | 7     |
| 10º  | 54 | Mattia Pasini       | Italtrans Racing           | Kalex        | +5,03     | 3º      | 6     |
| 11º  | 20 | Fabio Quartararo    | Boost - Speed Up Racing    | Speed Up     | +5,153    | 14º     | 5     |
| 12º  | 40 | Augusto Fernandez   | Pons HP40                  | Kalex        | +5,839    | 21º     | 4     |
| 13º  | 27 | Iker Lecuona        | Swiss Innovative Investors | KTM          | +6,857    | 13º     | 3     |
| 14º  | 5  | Andrea Locatelli    | Italtrans Racing           | Kalex        | +9,473    | 15º     | 2     |
| 15º  | 24 | Simone Corsi        | Tasca Racing               | Kalex        | +10,054   | 16º     | 1     |
| 16º  | 45 | Tetsuta Nagashima   | Idemitsu Honda Team Asia   | Kalex        | +10,626   | 25º     |       |
| 17º  | 77 | Dominique Aegerter  | Kiefer Racing              | KTM          | +10,658   | 9º      |       |
| 18º  | 16 | Joe Roberts         | NTS RW Racing GP           | NTS          | +18,136   | 23º     |       |
| 19º  | 4  | Steven Odendaal     | NTS RW Racing GP           | NTS          | +19,04    | 26º     |       |
| 20º  | 89 | Khairul Idham Pawi  | Idemitsu Honda Team Asia   | Kalex        | +21,334   | 20º     |       |
| 21º  | 66 | Niki Tuuli          | Petronas Sprinta Racing    | Kalex        | +28,078   | 28º     |       |
| 22º  | 95 | Jules Danilo        | Nashi Argan SAG            | Kalex        | +34,57    | 30º     |       |
| 23º  | 51 | Eric Granado        | Forward Racing             | Suter        | +45,169   | 33º     |       |
| 24º  | 12 | Sheridan Morais     | Willi Race Racing          | Kalex        | +1'08.853 | 29º     |       |

### Ritirati
| Nº | Pilota           | Squadra                 | Motocicletta | Giri | Griglia |
| -- | ---------------- | ----------------------- | ------------ | ---- | ------- |
| 52 | Danny Kent       | Boost - Speed Up Racing | Speed Up     |      | 24º     |
| 73 | Álex Márquez     | EG 0,0 Marc VDS         | Kalex        |      | 2º      |
| 13 | Romano Fenati    | Marinelli Snipers       | Kalex        |      | 17º     |
| 62 | Stefano Manzi    | Forward Racing          | Suter        |      | 27º     |
| 18 | Xavier Cardelús  | Team Stylobike          | Kalex        |      | 31º     |
| 55 | Alejandro Medina | SAG Team                | Kalex        |      | 32º     |
| 36 | Joan Mir         | EG 0,0 Marc VDS         | Kalex        |      | 12º     |
| 64 | Bo Bendsneyder   | Tech 3 Racing           | Tech 3       |      | 18º     |
| 87 | Remy Gardner     | Tech 3 Racing           | Tech 3       |      | 19º     |

## Moto3
Il capo-classifica provvisorio del campionato, lo spagnolo Jorge Martín, si è infortunato nei primi turni di prove e non ha potuto prendere il via della corsa. La pole position, prima nel motomondiale, è stata ottenuta dal pilota di casa Jakub Kornfeil mentre la vittoria è stata del pilota italiano Fabio Di Giannantonio, al primo successo nel motomondiale, che ha preceduto lo spagnolo Arón Canet e Kornfeil. La classifica parziale del campionato vede ora in testa l'italiano Marco Bezzecchi davanti a Martin e Di Giannantonio.

### Arrivati al traguardo
| Pos. | Nº | Pilota                 | Squadra                        | Motocicletta | Tempo     | Griglia | Punti |
| ---- | -- | ---------------------- | ------------------------------ | ------------ | --------- | ------- | ----- |
| 1º   | 21 | Fabio Di Giannantonio  | Del Conca Gresini              | Honda        | 39'09.124 | 5º      | 25    |
| 2º   | 44 | Arón Canet             | Estrella Galicia 0,0           | Honda        | +0,112    | 6º      | 20    |
| 3º   | 84 | Jakub Kornfeil         | Redox PrüstelGP                | KTM          | +0,339    | 1º      | 16    |
| 4º   | 33 | Enea Bastianini        | Leopard Racing                 | Honda        | +0,56     | 10º     | 13    |
| 5º   | 19 | Gabriel Rodrigo        | RBA BOE Skull Rider            | KTM          | +0,771    | 7º      | 11    |
| 6º   | 12 | Marco Bezzecchi        | Redox PrüstelGP                | KTM          | +0,896    | 14º     | 10    |
| 7º   | 42 | Marcos Ramírez         | Bester Capital Dubai           | KTM          | +1,03     | 3º      | 9     |
| 8º   | 65 | Philipp Öttl           | Sudmetal Schedl GP Racing      | KTM          | +1,097    | 4º      | 8     |
| 9º   | 75 | Albert Arenas          | Ángel Nieto Team               | KTM          | +2,034    | 15º     | 7     |
| 10º  | 48 | Lorenzo Dalla Porta    | Leopard Racing                 | Honda        | +2,056    | 17º     | 6     |
| 11º  | 23 | Niccolò Antonelli      | SIC58 Squadra Corse            | Honda        | +2,093    | 9º      | 5     |
| 12º  | 10 | Dennis Foggia          | SKY Racing Team VR46           | KTM          | +2,359    | 13º     | 4     |
| 13º  | 22 | Kazuki Masaki          | RBA BOE Skull Rider            | KTM          | +2,517    | 12º     | 3     |
| 14º  | 24 | Tatsuki Suzuki         | SIC58 Squadra Corse            | Honda        | +2,616    | 27º     | 2     |
| 15º  | 14 | Tony Arbolino          | Marinelli Snipers              | Honda        | +2,77     | 16º     | 1     |
| 16º  | 41 | Nakarin Atiratphuvapat | Honda Team Asia                | Honda        | +3,674    | 8º      |       |
| 17º  | 5  | Jaume Masiá            | Bester Capital Dubai           | KTM          | +4,618    | 11º     |       |
| 18º  | 72 | Alonso Lopez           | Estrella Galicia 0,0           | Honda        | +4,87     | 25º     |       |
| 19º  | 8  | Nicolò Bulega          | SKY Racing Team VR46           | KTM          | +4,942    | 18º     |       |
| 20º  | 16 | Andrea Migno           | Ángel Nieto Team               | KTM          | +4,954    | 22º     |       |
| 21º  | 77 | Vicente Pérez          | Reale Avintia Academy 77       | KTM          | +12,923   | 24º     |       |
| 22º  | 71 | Ayumu Sasaki           | Petronas Sprinta Racing        | Honda        | +12,942   | 28º     |       |
| 23º  | 40 | Darryn Binder          | Red Bull KTM Ajo               | KTM          | +12,956   | 19º     |       |
| 24º  | 15 | Filip Salač            | Cuna de Campeones Czech Talent | KTM          | +41,511   | 26º     |       |

### Ritirati
| Nº | Pilota        | Squadra                 | Motocicletta | Giri | Griglia |
| -- | ------------- | ----------------------- | ------------ | ---- | ------- |
| 7  | Adam Norrodin | Petronas Sprinta Racing | Honda        |      | 21º     |
| 81 | Stefano Nepa  | CIP - Green Power       | KTM          |      | 23º     |
| 17 | John McPhee   | CIP - Green Power       | KTM          |      | 2º      |
| 27 | Kaito Toba    | Honda Team Asia         | Honda        |      | 20º     |